# Шарль де Лоренсе
Шарль Фердинанд Латріль, граф де Лоренсез (23 травня 1814 – 16 липня 1892) — генерал Французької армії за часів Наполеон III у 19 столітті. Він був родичем імператриці Карлоти Мексиканської, яка була єдиною донькою короля Леопольда I Бельгійського та дружиною Максиміліана I Мексиканського. Він найбільш відомий тим, що програв Битва біля Пуебли на ранніх етапах Французької інтервенції в Мексику (яка зрештою завершилася Другою Мексиканською імперією), хоча він продовжував командувати військами під час війни Франції з Пруссією.

## Рання кар'єра
Лоренсез народився в Парижі в родині дрібних дворян. Його батьками були Кароліна Ніколетта Удіно де Реджо та Гійом Латріль де Лоренсез, ветеран Французьких революційних та Наполеонівських воєн, що робило молодого Лоренсеза онуком маршала Удіно. Він навчався у військовій академії Сен-Сір, одній з найпрестижніших військових шкіл Франції, з 1830 по 1832 рік, закінчивши навчання третім підпоручником у віці 18 років. Пізніше він став капітаном у 1840 році, перш ніж служив у Алжирі, командуючи 3-м батальйоном шасерів, спеціалізованою легкою піхотою, відправленою для ведення сутичок на пересіченій місцевості країни. У 1845 році його люди були передані під командування підполковника Жан-Жак Пелісьє, майбутнього маршала, який на той час діяв на захід від міста Дахра, суперечливо допомагаючи вбивати алжирських комбатантів і цивільних осіб у печерах Дахра, що викликало скандал у Франції. Лоренсез був поранений і згаданий у кількох донесеннях, особливо відзначившись під час облоги Заатчі в 1849 році, служачи під командуванням полковника Канробера, іншого майбутнього французького маршала, командуючи 1-м батальйоном зуавів, допомагаючи вирішальному завершенню кривавої облоги. Потім він був підвищений до підполковника, командуючи 7-м лінійним полком у віці 35 років. Після повернення до Франції Лоренсез був підвищений до звання полковника 49-го лінійного полку в 1852 році, коли Наполеон III захопив владу і проголосив себе імператором Другої Французької імперії, але Лоренсез був вірним бонапартистом протягом більшої частини своєї кар'єри. У 1855 році, під час битви під Малаховим під час Кримської війни, він командував бригадою в 5-й дивізії 2-го корпусу, де вони були відкинуті в запеклих боях проти росіян у Бастіоні дю Мат. Однак французам вдалося взяти Малахов, що призвело до падіння Севастополя, і 41-річний генерал привернув увагу імператора. Лоренсез був відправлений назад до Франції для відновлення сил, командуючи французькими військами в стаціонарному та мирному командуванні у Франції з 1855 по 1861 рік і успадкував маєток і титули свого нещодавно померлого батька.

## Французька експедиція до Мексики
Потім Лоренсез служив під час Французької інтервенції в Мексику, де він отримав звання генерал-майора в березні 1862 року, отримавши вище командування французькими експедиційними силами від Наполеона III. Він встановив свою штаб-квартиру в Орісабі, де виграв сутички з мексиканськими силами на Акульцінгському перевалі, зайнявши висоту і переконавши їх відступити, після чого проголосив перемогу і тріумф міністру війни в Парижі, відомо кажучи: "Ми маємо над мексиканцями таку перевагу раси, організації, дисципліни, моралі та високого духу, що я прошу вас повідомити імператора, що з цього моменту і на чолі шести тисяч солдатів я є господарем Мексики".
Він повів свої сили в стрімкий наступ у глиб Мексики. У швидкому переслідуванні Лоренсез брав участь у Битва біля Пуебли, 5 травня 1862 року, де французькі війська під його командуванням були розбиті мексиканськими військами під командуванням генерала Ігнасіо Сарагоса внаслідок поганої тактики та самовпевненості. Лоренсез відступив до Орісаби під постійним переслідуванням мексиканських військ, хоча майстерність і тактика самої армії запобігли повному розгрому і фактично зробили спробу облоги марною. Розкритикований самим імператором і зганьблений, генерал залишив Веракрус 17 грудня 1862 року, відмовившись від свого бажання залишитися і воювати на чолі 2-ї дивізії. Генерал Форе замінив його, хоча Лоренсез вважав його близьким другом і фігурою батька. Під час решти війни Лоренсез був одним з багатьох, хто тиснув на імператора, щоб той відкликав експедицію, попереджаючи його про потенційну катастрофу.

## Пізня кар'єра
Повернувшись до Франції, Лоренсез був удостоєний звання Великого Офіцера ордена Почесного легіону в 1866 році, але все ще в опалі, він був лише генеральним інспектором з 1864 по 1870 рік. Коли в 1870 році спалахнула Франко-прусська війна, Лоренсез спочатку командував гарнізоном у Тулузі, поки 56-річного генерала не перевели командувати військовою дивізією, подібною за розміром, 6000 осіб, до його попередньої армії в Мексиці. Його 3-тя дивізія входила до складу IV корпусу, частини Рейнської армії, яка не брала участі в реальних боях на початку війни. Пізніше корпус перейшов під командування маршала Франсуа Базена в його вищій ролі над Рейнськими арміями. Його дивізія нарешті побачила бій під Борні 14 серпня, де він допоміг підкріпити французьке ліве крило, пізніше допоміг відвоювати Нуї, тим самим розтягнувши прусське праве крило, сприяючи їхньому відступу. Однак, коли його дивізія останньою прибула на поле бою біля Лессі, дивізії Лоренсеза не було на Битва при Марс-ла-Тур лише через 2 дні. 18-го Лоренсез був захоплений під час масштабної Битва при Гравелотті, найбільшої битви війни, сильно захищаючи французький центр на південь від Сен-Пріва, в Аманвіллері, і завдавши важких втрат відбитим прусським гвардійцям і 9-му корпусу, частині спроб Базена прорватися до Облога Меца (1870). Його зараження жовтою лихоманкою в Мексика змусило його піти у відставку з дійсної служби через два роки. Пізніше він помер у своєму нещодавно придбаному замку Лаас, який він отримав у 1885 році завдяки шляхетним зв'язкам своєї дружини, 16 липня 1892 року і залишив після себе сина Етьєна Латріля де Лоренсеза та іншу доньку, Жермен Латріль де Лоренсеза, та його дружину Евфемію Кароліну М. Пуянн. Він також залишив свою коханку, графиню Емілію Альварес де Перес, та їхню доньку графиню Емілію Латріль де Лоренсеза. Його будинок Шато Лаас продовжував мати прапор Лоренсеза, викарбуваний на ньому.

## Оцінка
Лоренсез зарекомендував себе як сміливий і амбітний кар'єрний солдат. Він вивчав військову тактику і піднявся до видатного становища під час Французької імперії. Йому було довірено незалежне командування в Мексиці, але його обмеження як старшого командувача почали проявлятися, оскільки він був надто самовпевнений у своїх силах. Він повів зухвалий удар у серце Мексики, маючи намір захопити столицю, але його швидкий і впертий штурм Пуебли призвів до катастрофи. Лоренсез був зганьблений і позбавлений шансу, можливо, отримати маршальський жезл. Однак генерал знову показав себе з найкращого боку у Франко-прусській війні, і під Гравелоттом його дивізія, разом з іншими дивізіями IV корпусу, прийняла на себе головний прусський наступ біля Сен-Пріва, і їхні лінії встояли проти безжальних прусських атак. Лоренсез піднявся по щаблях французького командування як хоробрий і амбітний солдат, але не дотягнув до незалежного вищого командування, як його інші сучасники.

## Нагороди
- Великий офіцер Ордену Почесного Легіону
- Кримська медаль (Великобританія)
- Орден Божої Матері Гваделупської
- Пам'ятна медаль Мексиканської експедиції